# Arie Abbenes
Arie Abbenes (Den Helder, 24 juli 1944) is een Nederlandse beiaardier.

## Loopbaan
Abbenes studeerde aan de Beiaardschool Jef Denyn in Mechelen en was leerling van Piet van den Broek. Hij specialiseerde zich daar in de Vlaamse beiaardromantiek. Als docent aan het Brabants Conservatorium in Tilburg en later ook aan de Indiana University School of Music in Bloomington zou hij zich gaan ontwikkelen tot tevens een groot kenner en uitvoerend musicus van de hedendaagse carillonmuziek.
Abbenes voerde vele premières uit van composities die dan ook vaak speciaal aan hem opgedragen werden. Het gaat hier om werken van componisten als Louis Andriessen, Jan van Dijk, Daan Manneke, Andries van Rossem, Glenn Smith en Louis Toebosch. Samen met de componist Mauricio Kagel werkte hij aan twee grote beiaardprojecten.
Jaarlijks geeft Abbenes concerten, waarbij het accent ligt op oude muziekstukken tijdens het Festival Oude Muziek Utrecht. Door de wijze van zijn muziekinterpretatie realiseerde men zich dat bij het restaureren van de beiaarden er zwaardere eisen dienden te worden gesteld aan de bespeelbaarheid en kwaliteit.
Abbenes was de stadsbeiaardier van Asten, Utrecht, Eindhoven (sinds 1968) en Oirschot; tot 1985 bekleedde hij die functie ook in Tilburg en Son.Vanaf midden 2009 alleen nog van Utrecht en Oirschot. Op 4 september 2011 nam hij afscheid als stadsbeiaardier van Utrecht.
Tot december 2005 was hij docent beiaard aan de faculteit muziek van de Hogeschool voor de Kunsten te Amersfoort, de voormalige Nederlandse Beiaardschool. Tevens geeft hij nog adviezen en is gastbeiaardier. Op 26 juli 2007 gaf hij een gastconcert op de toren van het Vredespaleis in Den Haag. Dit was te beluisteren in de tuin van Museum Mesdag.
Van de optredens van Abbenes zijn veel radio- en televisieopnamen gemaakt. Zijn repertoire gaat van Bach tot Beatles en Pink Floyd. Ook houdt hij zich bezig met avant-gardemuziek.
Abbenes werd in 2004 benoemd tot Ridder in de Orde van Oranje-Nassau.
- Gemeinsame Normdatei: 135433746
- International Standard Name Identifier: 0000 0000 5519 371X
- Library of Congress Control Number: no96048029
- MusicBrainz: 5ec069db-3831-43d8-a097-7a74959f687d
- Nationale Bibliotheek van Israël: 987011096301905171
- Nederlandse Thesaurus van Auteursnamen: 084292369
- Système universitaire de documentation: 194901025
- Virtual International Authority File: 71582351
- WorldCat: E39PBJdWJ7hJX7KJbbRxH6Trbd